# Bismarcksäule (Lüdenscheid)
Die Bismarcksäule in Lüdenscheid war eine von vielen sogenannten Bismarcktürmen, die zu Ehren des ehemaligen Reichskanzlers Otto von Bismarck (1815–1898) errichtet wurden. Bismarck wurde zudem die Lüdenscheider Ehrenbürgerwürde verliehen.

## Geschichte
Die örtliche Bismarcksäule wurde 1901 als Aussichtsturm mit Befeuerungsmöglichkeit in landschaftlich dominierender Lage auf einer Anhöhe am Ende der Kaiserallee errichtet. Sie folgte dem vielfach verwendeten Entwurf „Götterdämmerung“ und besaß eine Höhe von 17,5 m. Die offizielle Einweihung fand am 11. Mai 1902 statt. Bei Bismarcktürmen üblich war die Verwendung lokaltypischer Baumaterialien; in Lüdenscheid kam Grauwacke zum Einsatz. Bis 1957 wurde um die Säule herum die Albert-Schweitzer-Schule errichtet, so dass sie schließlich den Schulhof dominierte. Wegen angeblicher Baufälligkeit kam es 1965 zum Abbruch. Weitgehend erhalten ist die Umfeldgestaltung in Form der ursprünglich auf die Säule ausgerichteten Kaiserallee mit vier Baumreihen und ringförmigen Baumpflanzungen am ehemaligen Denkmalsplatz. Steinmaterial der Bismarcksäule wurde schließlich für die Gestaltung eines kleineren Bismarckdenkmals im Loher Wäldchen südöstlich der Innenstadt verwendet.